# Kościół św. Mikołaja w Stralsundzie

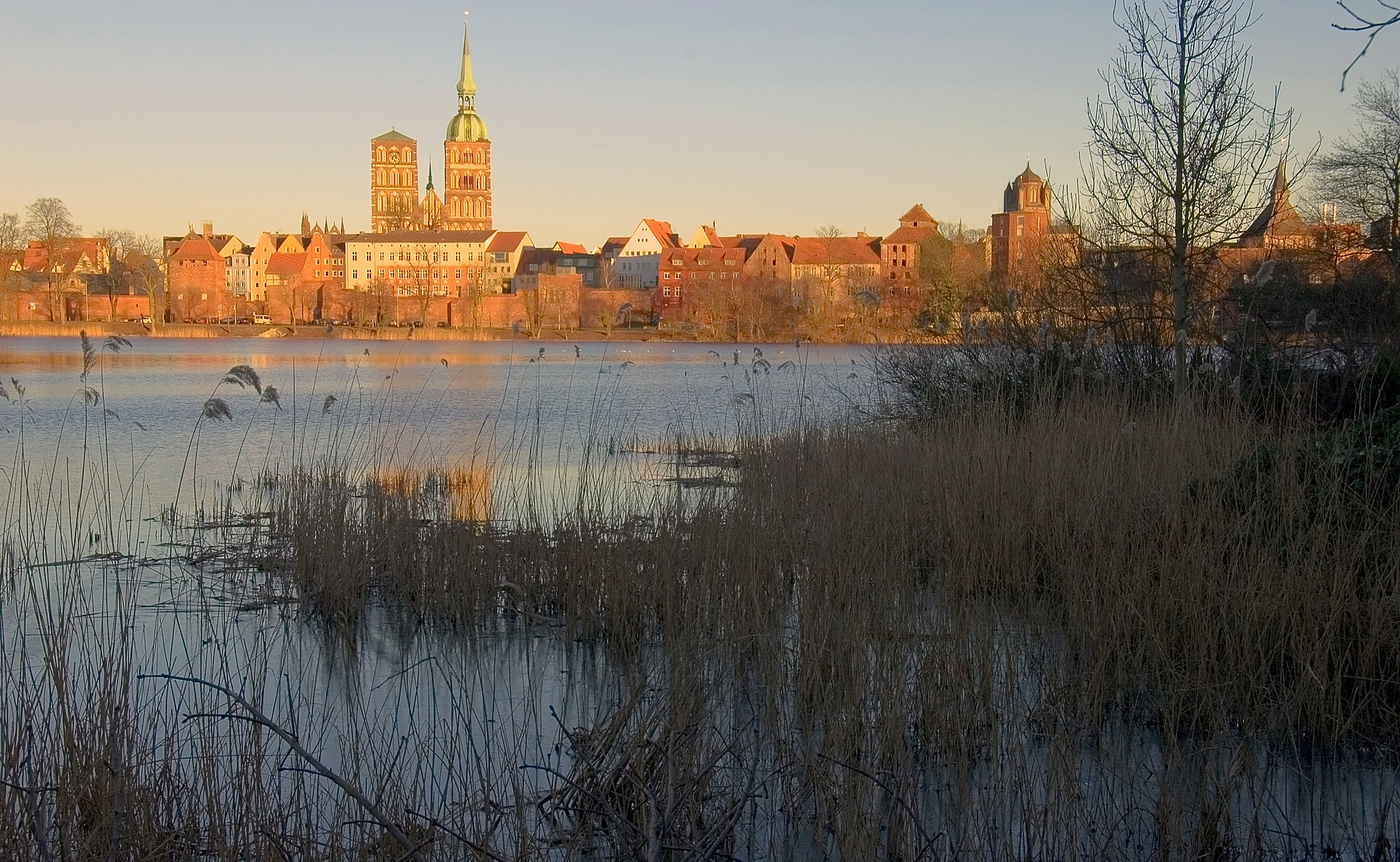
Widok na Stare Miasto od strony zachodniej

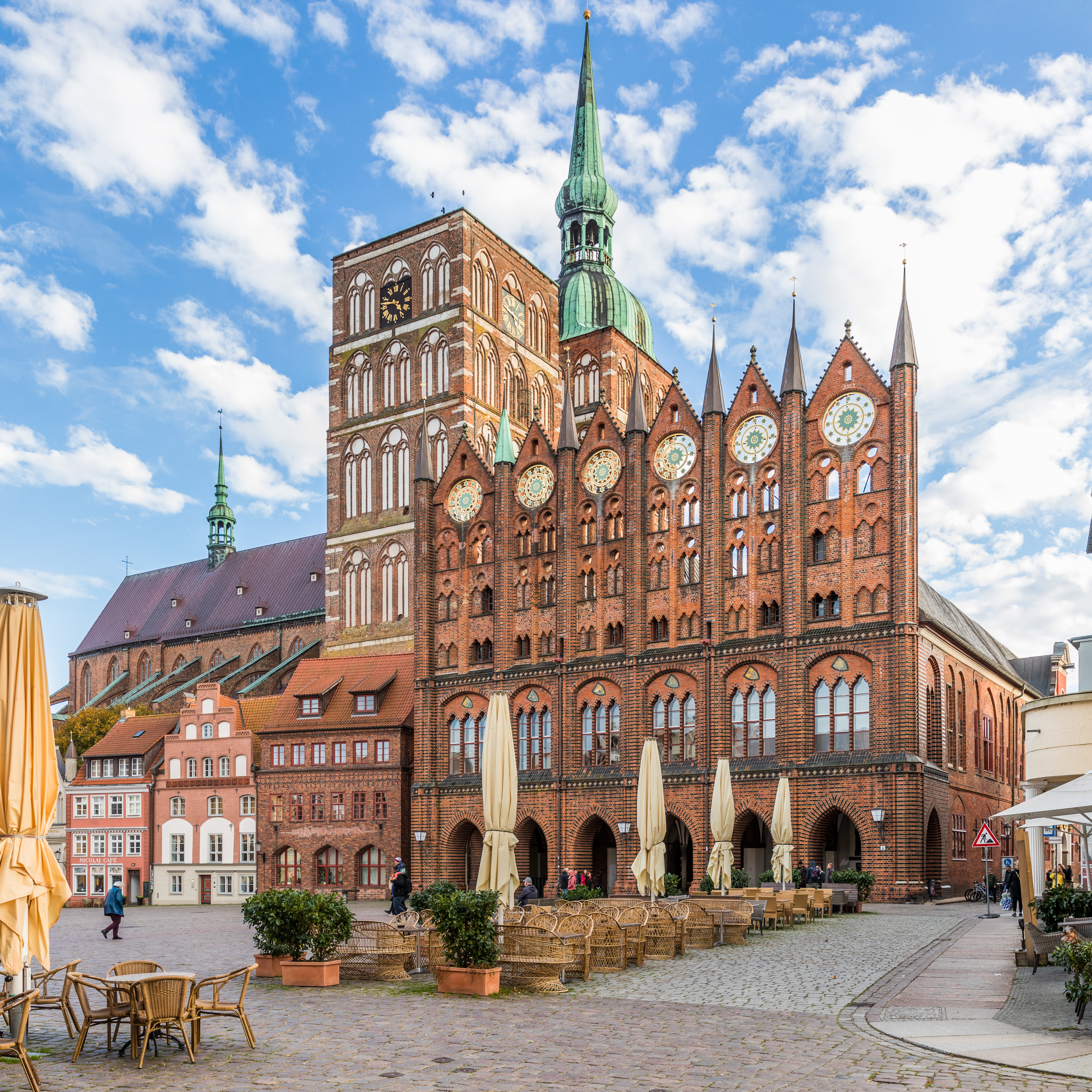
Widok na kościół i ratusz od strony Starego Rynku

Kościół Świętego Mikołaja w Stralsundzie – gotycka świątynia w Stralsundzie,  portowym mieście na północy Niemiec (Meklemburgia-Pomorze Przednie). Poświęcona jest św. Mikołajowi z Miry, patronowi żeglarzy i rybaków. Stralsundzka fara jest świadectwem dawnej potęgi mieszczańskiej, kiedy miasto należało do Związku Hanzeatyckiego i było jednym z ważniejszych przykładów  architektury ceglanej. Należy do ważniejszych punktów Europejskiego Szlaku Gotyku Ceglanego. Wnętrze zachowało cenny wystrój, w tym fragmenty gotyckich malowideł ściennych, liczne tryptyki z XV wieku, cztery krucyfiksy, pochodzący z 1394 zegar astronomiczny – dzieło Nicolausa Lillienvelda. Sąsiaduje z gotyckim ratuszem i kamieniczkami, całość tworzy południową pierzeję Starego Rynku. Dwie wielokondygnacyjne wieże (południowa wieża wys. 103 m) dominują w panoramie miasta.

## Historia
Budowę obecnej świątyni rozpoczęto w 1270. Równolegle powstawał cały kwartał przy rynku wraz z ratuszem. Kompleks ten ufundowała miejscowa rada miejska. Przy wznoszeniu fary wykorzystano fragmenty wcześniejszego kościoła halowego ukończonego w 1260, jednakże zmieniono koncepcję i wybudowano bazylikowy korpus nawowy połączony z prezbiterium i otaczającym go ambitem. Wzorem dla bazyliki był lubecki kościół Mariacki. Podczas budowy wykorzystano sześćdziesiąt pięć typów cegieł. W 1308 ukończono część wschodnią. Kościół nakryto dachem w 1314. Wielokondygnacyjne wieże zachodnie zdobione blendami z maswerkami powstały do XV w. Pierwotne ostrosłupowe hełmy spłonęły w 1662 r. Odbudowa ograniczyła się do wieży południowej, która w 1667 r. otrzymała obecny barokowy hełm.
Kiedy idee reformacji dotarły także do północnych krajów Rzeszy, w 1524 w kościele tym głosił kazania Christian Ketelhot. Zwolennicy luteranizmu pomimo sprzeciwów Ketelhota dokonali zniszczenia i kradzieży katolickiego dziedzictwa – bogatego wyposażenia. Podobny los dotknął pozostałe świątynie miasta. Dzień później schwytano obrazoburców i większość wyposażenia powróciła na dawne miejsce, zaś rada miejska ukarała sprawców. Jednakże kościół przejęła gmina luterańska. Pastorem został teolog Johannes Knipstro, a Johannes Aepinus w 1525 założył przykościelną szkołę. 
Obecnie kościół należy do parafii Stralsund wchodzącej w skład Kościoła Północnych Niemiec (Nordkirche).

## Architektura
Położony przy południowej pierzei Rynku Starego Miasta kościół Św. Mikołaja wraz z ratuszem jest jedną z wizytówek Stralsundu i tworzy zespół architektoniczny, który obrazuje dawną świetność miasta, a także supremację mieszczaństwa w średniowiecznych miastach hanzeatyckich. Bliskie usytuowanie ratusza i fary obok miejskiego rynku jest nawiązaniem do lubeckiego pierwowzoru, zaś architektura tamtejszego kościoła Mariackiego znalazła wierne odbicie w formie stralsundzkiego kościoła. Oba kościoły o mają zbliżony układ przestrzenny; trójnawowa bazylika beztranseptowa z poligonalnie zamkniętym prezbiterium z wieńcem kaplic przy ambicie (który jest węższy od naw bocznych), przestrzenne zintegrowanie korpusu nawowego i prezbiterium, ponadto forma masywu wieżowego z wąską częścią środkową flankowaną masywnymi wieżami z charakterystycznym podziałem na kondygnacje.

### Układ przestrzenny
Świątynia ma formę trójnawowej bazyliki z poligonalnie zamkniętym prezbiterium, które otacza ambit z wieńcem kaplic. Do naw bocznych przylegają kaplice. Od strony zachodniej wznosi się masyw wieżowy. Korpus nawowy jest jednoprzęsłowy, część chórowa składa się z dwóch przęseł, prezbiterium zamknięte jest pięcioma bokami z ośmioboku (trójboczna absyda). Każda z pięciu kaplic wschodnich ma plan nieregularnego sześcioboku; ambit i kaplice nakryte są wspólnymi sklepieniami. Część tych kaplic została rozbudowana, od strony wschodniej dobudowano aneksy. Ponadto po stronie południowo-wschodniej znajduje się niewielka Kaplica Chrztu (Taufkapelle) dwuprzęsłowa i zamknięta poligonalnie. 

### Architektura wnętrza
Wnętrze nakryte jest sklepieniem krzyżowo-żebrowym (niektóre kaplice nakryte są sklepieniem gwiaździstym) które wsparte jest na profilowanych służkach wspartych na wspornikach przylegających do kapiteli filarów międzynawowych. Elewacje wewnętrzne nawy głównej i prezbiterium mają układ dwustrefowy, dolną strefę tworzy ciąg arkad międzynawowych, powyżej na wysokości gzymsu znajdują się balkony z drewnianymi balustradami oraz strefa okien. Ostrołukowe arkady międzynawowe są wsparte na filarach o przekroju ośmiobocznym (korpus nawowy) oraz o układzie wiązkowym (prezbiterium). Elementy architektoniczne zdobi rzeźba architektoniczna, częściowo średniowieczna (m.in. główki zdobiące kapitele filarów korpusu nawowego, konsole figuralne w Kaplicy Chrztu) i nowożytna (m.in. XVII-wieczne zworniki sklepień nawy głównej i prezbiterium). 

### Elewacje zewnętrzne
Na zewnątrz ściany naw i kaplic są częściowo oszkarpowane, ściany nawy głównej, prezbiterium są podparte nisko zawieszonymi łękami oporowymi. Wysokość okien prezbiterium w stosunku do okien nawy głównej jest minimalnie większa, a co za tym idzie, fryz i gzyms wieńczący mury mają niewielkie różnice w wysokości. Obie te części nakryte są wspólnym dachem, który zdobi barokowa wieżyczka na sygnaturkę. Potężny masyw wieżowy, którego elewację zachodnią przysłania ratusz, ma na osi nawowej smukłe ostrołukowe okno, poniżej którego znajduje się portal wejściowy. Zbudowane na planie kwadratu wieże mają w czterech najwyższych kondygnacjach bogatą dekorację architektoniczną, złożoną z potrójnych okien i blend z dekoracją maswerkową. Dawne ostrosłupowe hełmy wieżowe (znane m.in. z przedstawienia na jednym ze zworników nawy głównej) runęły podczas wichury, w XVII w. południową wieżę nakryto barokowym hełmem, północna wieża nakryta jest prowizorycznie płaskim dachem czterospadowym.  

### Portale wejściowe
Do wnętrza prowadzi pięć wejść: dwa od północy, dwa od południa, jedno od zachodu. Trzy z nich (zachodnie, oraz wejścia nawy północnej i południowej) zdobią gotyckie portale. Portal wejścia zachodniego, przeznaczonego niegdyś dla władz miasta (fasadę kościoła od zachodu poprzedza ratusz, którego zachodnie skrzydło ma przejście do jego dziedzińca) jest gotycki, wielouskokowy, zamknięty ostrołukowo. Wsparte na ceglano-kamiennym cokole, ceglano-glazurowane ościeża łączą się bezpośrednio z archiwoltami. Tympanon i odrzwia są barokowe, ozdobione obfitą dekoracją ornamentalną i rzeźbami. Na kartuszu inskrypcja Gebet zu Seinem Thoren ein mit Dancken zu Seinen Vorhofen mit Loben. (Wstępujcie w Jego bramy wśród dziękczynienia, wśród hymnów w Jego przedsionki; chwalcie Go i błogosławcie Jego imię. Ps 100, 4). Południowe wejście od Starego Rynku, służące mieszczanom, zdobi ostrołukowy portal z zachowaną częściowo dekoracją rzeźbiarską umieszczoną na fryzie i kapitelach filarów ościeży, przedstawiającą m.in. walkę lwa z bazyliszkiem, pelikana karmiącego pisklęta własną krwią, orła i koronowaną postać. Odrzwia i tympanon barokowe, na tympanonie kartusz z inskrypcją Der Herr ist in seine heiligen Kirche. Es Sei vor ihm stille alle Welt! (Lecz Pan mieszka w świętym domu swoim, niechaj zamilknie przed Nim cała ziemia! Hab 2,20).

## Galeria

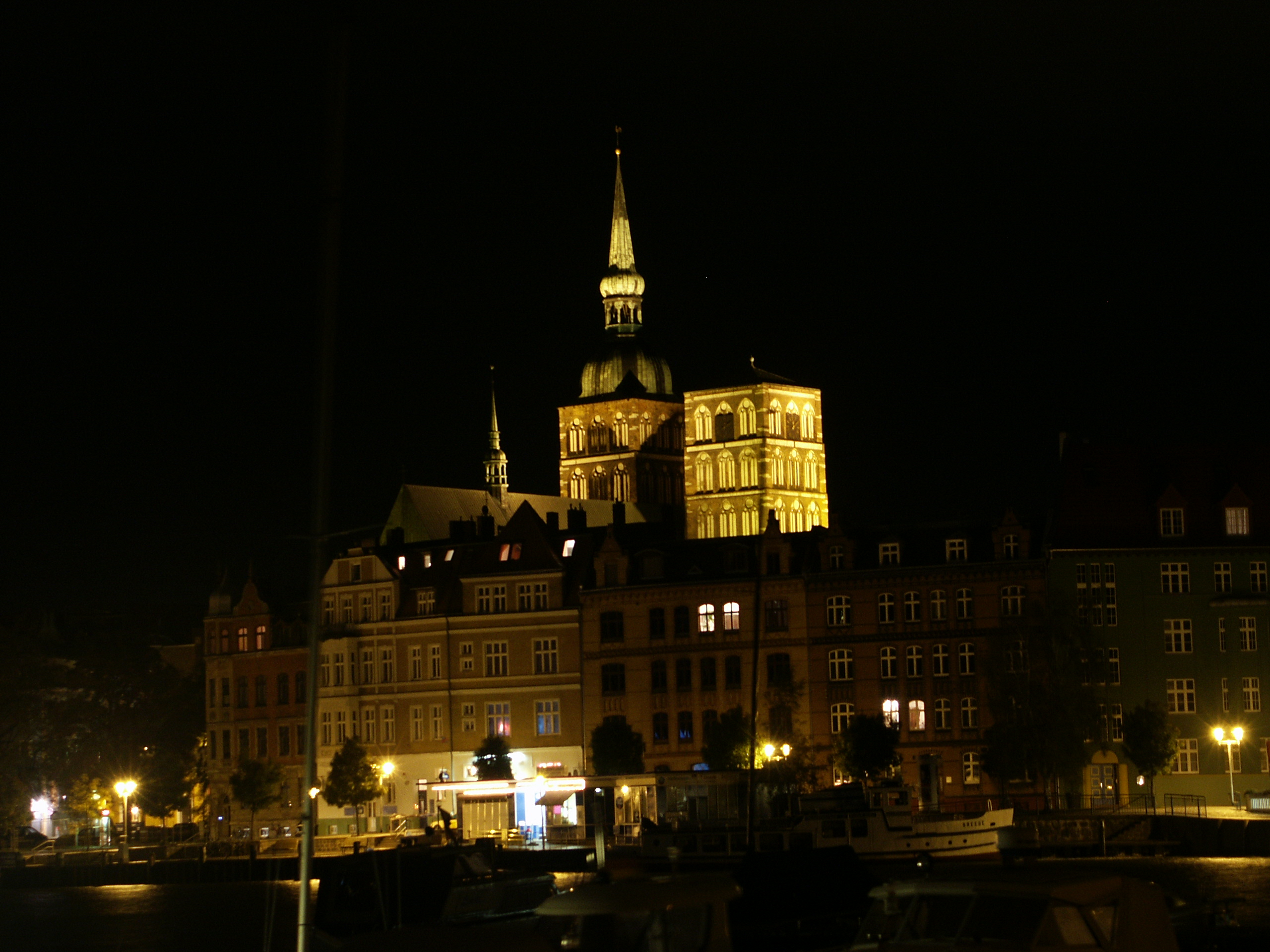
Widok na kościół w nocy
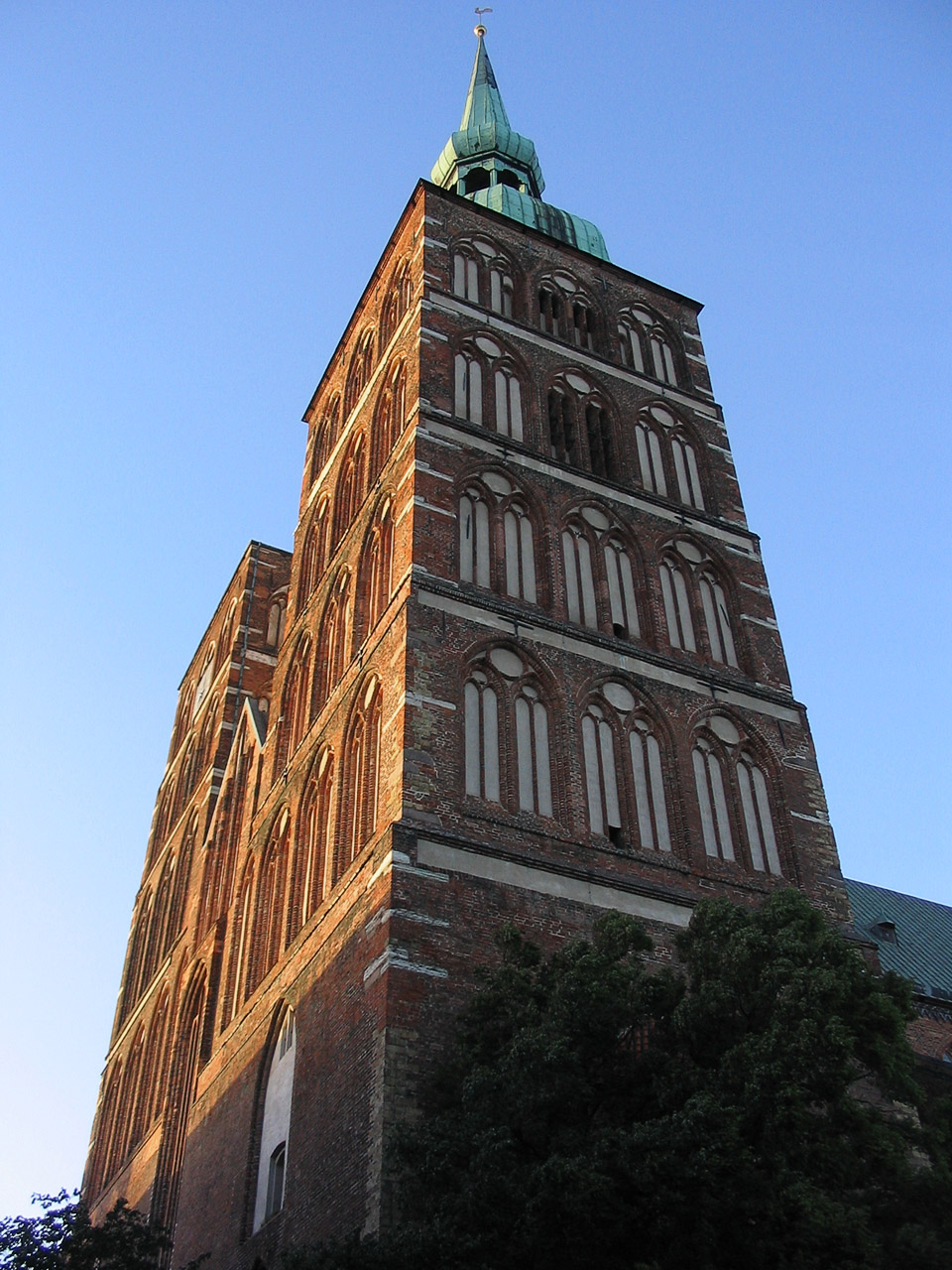
Fasada zachodnia. Widoczne blendy wypełnione ślepymi maswerkami
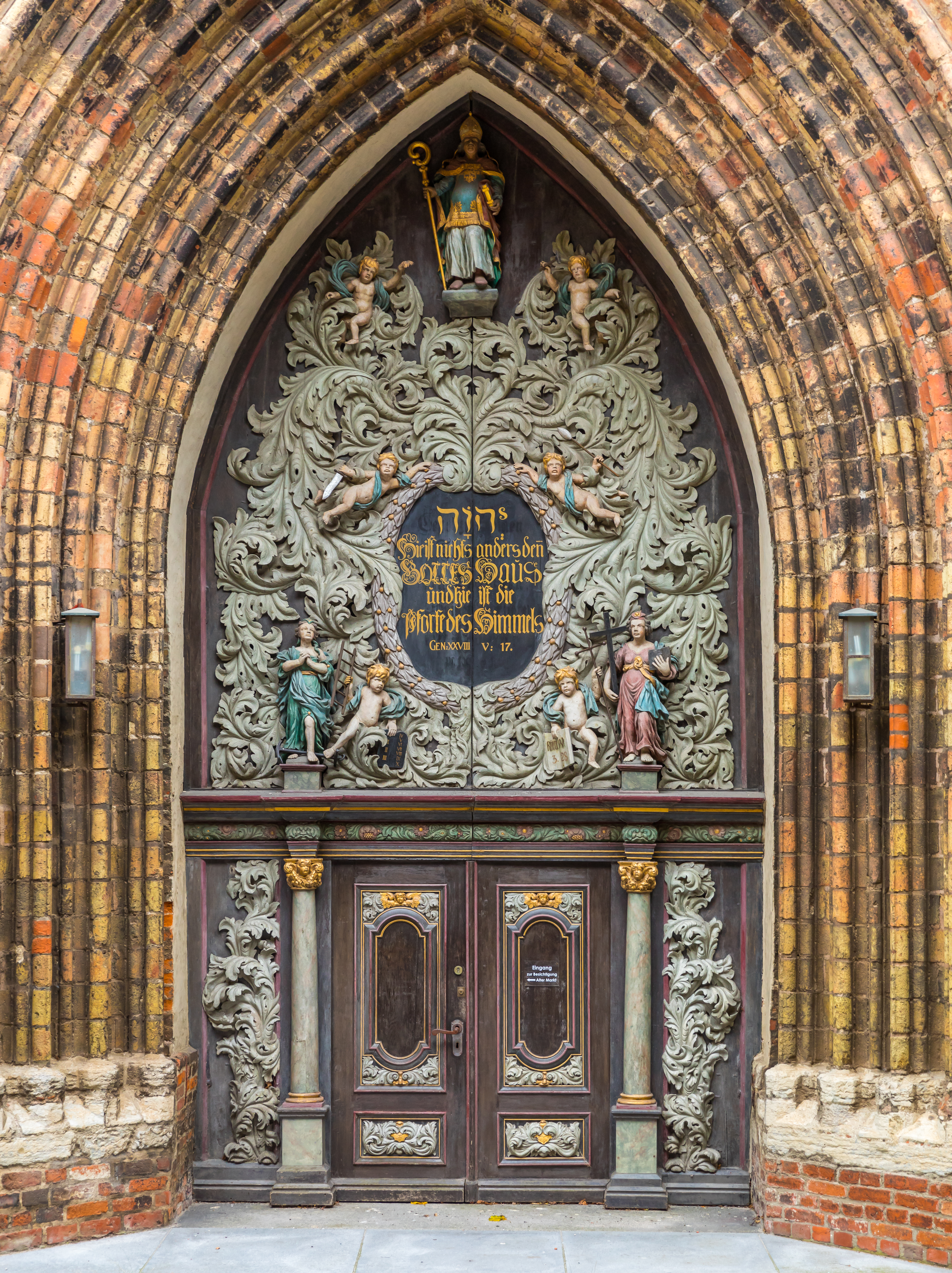
Portal zachodni
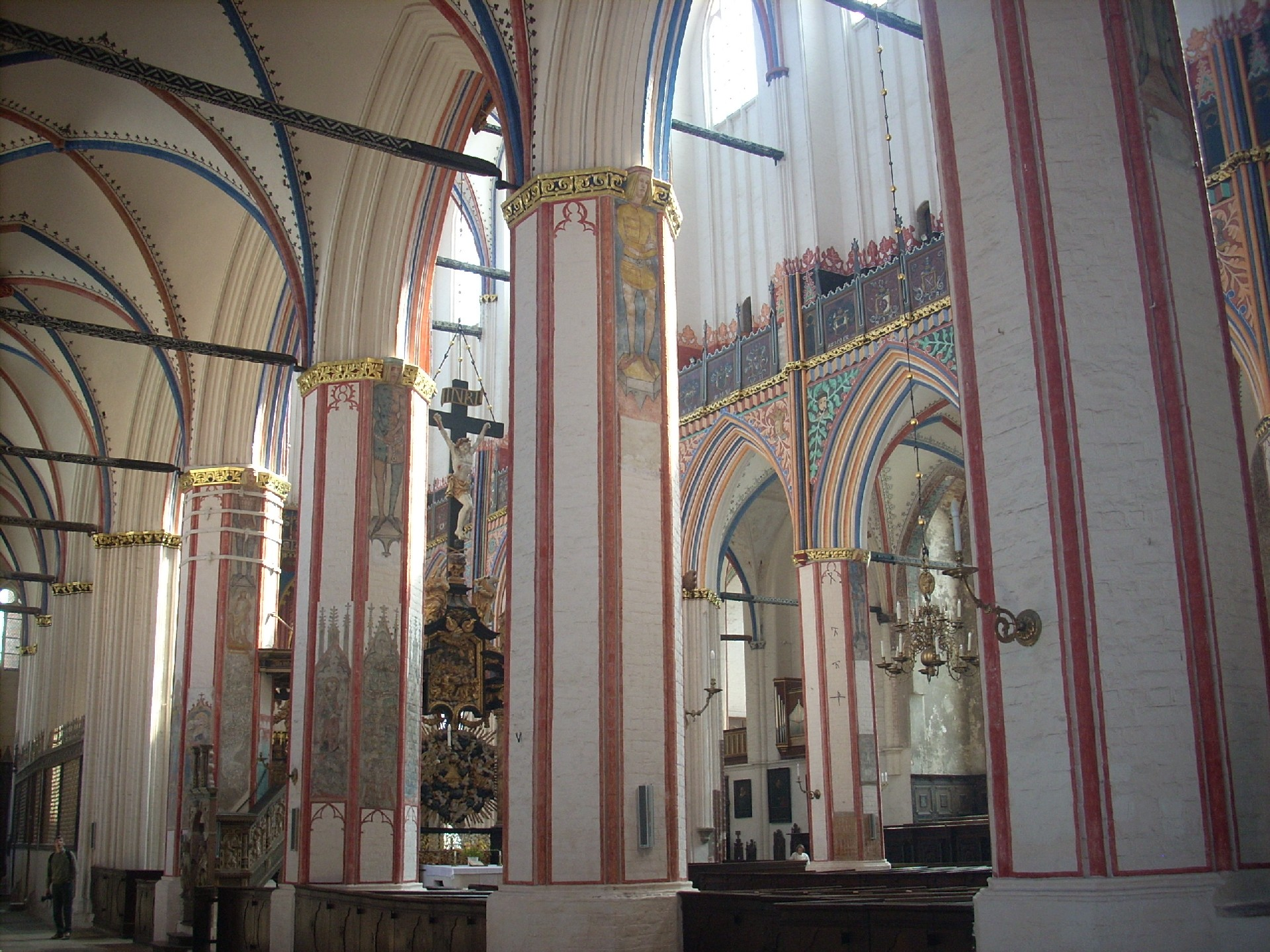
Fragment wnętrza
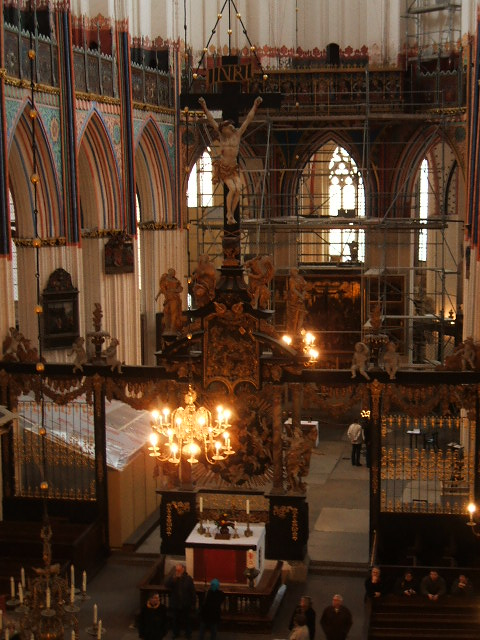
Widok na prezbiterium
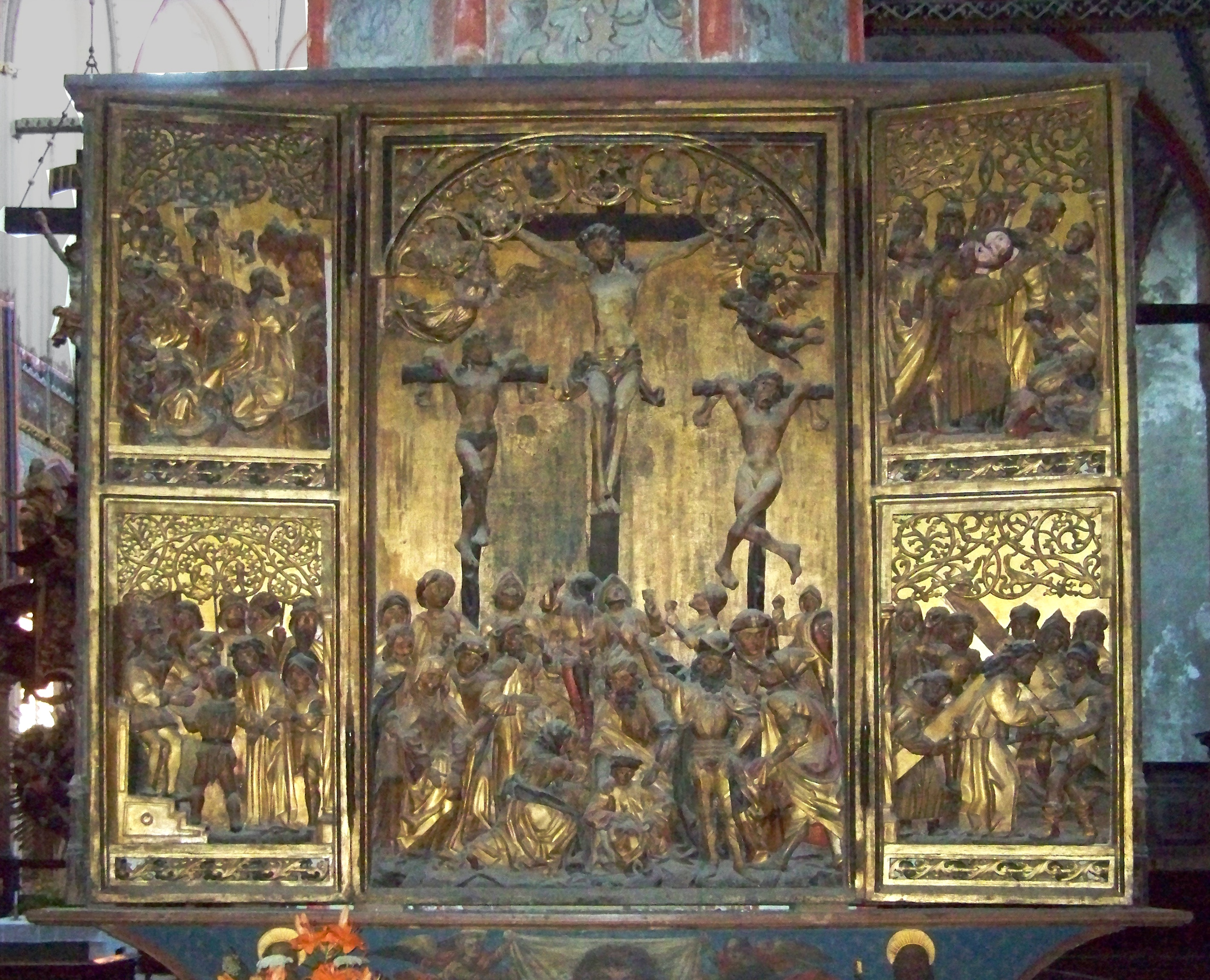
Gotycki ołtarz żeglarzy
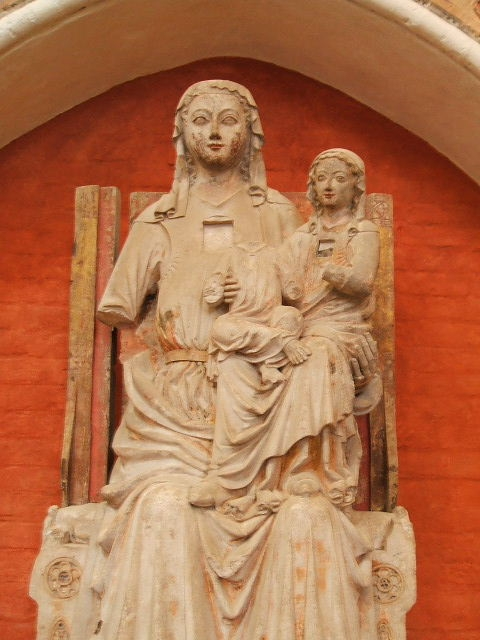
Gotycka figura św. Anny Samotrzeć
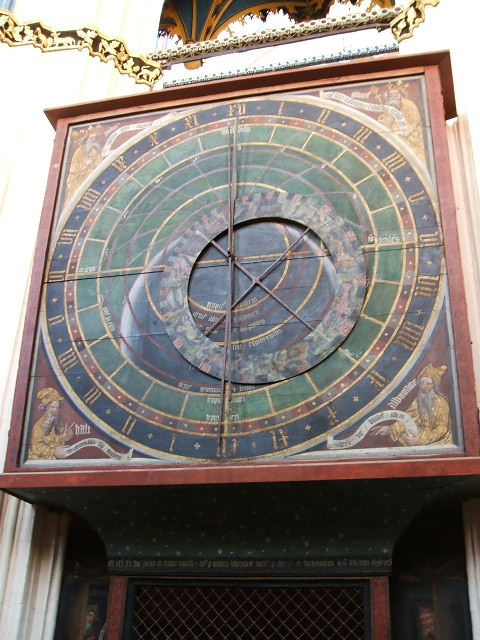
Zegar astronomiczny z 1390 r.